# Bandera de Madrid
La bandera de Madrid es uno de los símbolos de Madrid. Se trata de una bandera rectangular de proporciones 2:3. Es de color carmesí con el escudo de Madrid en el centro. Fue adoptada el 28 de abril de 1967.